# Helvetia-Cup 1962
Der Helvetia-Cup 1962 im Badminton fand in Zürich statt. Es war die erste Auflage dieser Veranstaltung und wurde auch als Cup of Nations betitelt.

## Gruppenphase

### Gruppe 1
| Position | Team        | Spiele | W | L | Pw | Pl | P+  | P |
| -------- | ----------- | ------ | - | - | -- | -- | --- | - |
| 1        | Niederlande | 2      | 2 | 0 | 15 | 1  | +14 | 2 |
| 2        | Österreich  | 2      | 1 | 1 | 8  | 8  | 0   | 1 |
| 3        | Schweiz     | 2      | 0 | 2 | 1  | 15 | −14 | 0 |

Quelle: Die Tat
| 10. März 1962 | Niederlande | 8 – 0 | Schweiz |  |

| 10. März 1962 | Niederlande | 7 – 1 | Österreich |  |

| 10. März 1962 | Österreich | 7 – 1 | Schweiz |  |

### Gruppe 2
| Position | Team           | Spiele | W | L | Pw | Pl | P+ | P |
| -------- | -------------- | ------ | - | - | -- | -- | -- | - |
| 1        | BR Deutschland | 1      | 1 | 0 | 8  | 0  | +8 | 1 |
| 2        | Belgien        | 1      | 0 | 1 | 0  | 8  | −8 | 0 |
| 3        | Frankreich     | 0      | 0 | 0 | 0  | 0  | 0  | 0 |

Quelle: Die Tat
| 10. März 1962 | BR Deutschland | 8 – 0 | Belgien |  |

| 10. März 1962 | BR Deutschland | – | Frankreich |  |

| 10. März 1962 | Belgien | – | Frankreich |  |

## Endstand
| Position | Team           | Spiele        | W             | L             | Pts           | MD            |
| -------- | -------------- | ------------- | ------------- | ------------- | ------------- | ------------- |
| 1.       | BR Deutschland | 2             | 2             | 0             | 2             | +16           |
| 2.       | Niederlande    | 3             | 2             | 1             | 2             | +6            |
| 3.       | Österreich     | 3             | 2             | 1             | 2             | +6            |
| 4        | Belgien        | 2             | 0             | 2             | 0             | −14           |
| 5.       | Schweiz        | 2             | 0             | 2             | 0             | −14           |
| 6.       | Frankreich     | zurückgezogen | zurückgezogen | zurückgezogen | zurückgezogen | zurückgezogen |